# Okonomiyaki

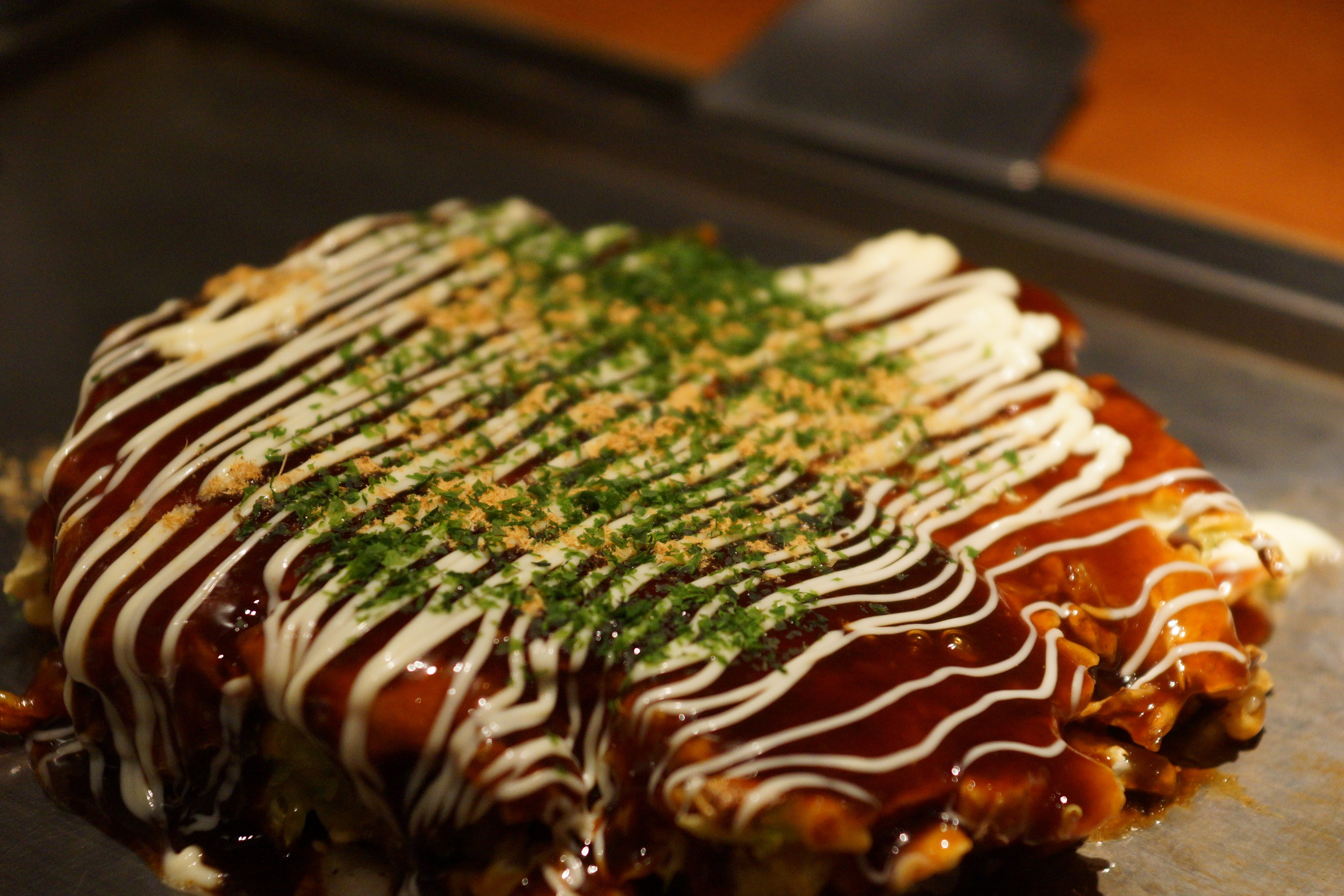
Okonomiyaki in einem Restaurant in Osaka

Okonomiyaki (japanisch お好み焼き) ist ein japanisches Gericht. Okonomi bedeutet „Geschmack“, „Belieben“ im Sinne von „was du willst“; yaki bedeutet „gebraten“ oder „gegrillt“. Traditionell wird Okonomiyaki am Tisch auf einer heißen Eisenplatte (jap. Teppan) mithilfe eines Spatels gebraten. Die Grundzutaten sind Wasser, Kohl, Mehl, Ei und Dashi, weitere Zutaten werden nach Belieben hinzugefügt; sie variieren je nach Region Japans. Dafür eignen sich unter anderem alle Fleisch- und Fischsorten, Gemüse, Mochi oder Käse. Man mischt die Zutaten in einer Schüssel und leert diese auf den heißen, gefetteten Teppan, wo der Fladen durchgebraten wird. Okonomiyaki haben in etwa die Form eines Pfannkuchens. Gewürzt wird mit einer speziellen Okonomiyaki-Sauce und Katsuobushi (getrockneter und zerriebener Thunfisch). Aufgrund der Zubereitungsweise und der variablen Zutaten wird das Gericht auch Japanische Pizza genannt, allerdings hat das Gericht sonst keine Ähnlichkeit mit Pizza.
Okonomiyaki ist eine Spezialität in der Kansai-Region, besonders in Osaka, und in Hiroshima. In Tokio gibt es mit Monjayaki ein ähnliches Gericht.

## Kansai-Variante
Die Kansai-Variante wird auf beiden Seiten gebacken und auf dem Teppan mit Spateln umgedreht und zerteilt. Die Teile werden mit Nori, Katsuobushi, Mayonnaise oder Ingwer dekoriert. In Kyōto werden gewöhnlich dunklere Gemüsesorten verwendet.
Mit Nudeln wird es auch als Modanyaki (モダン焼き) bezeichnet.

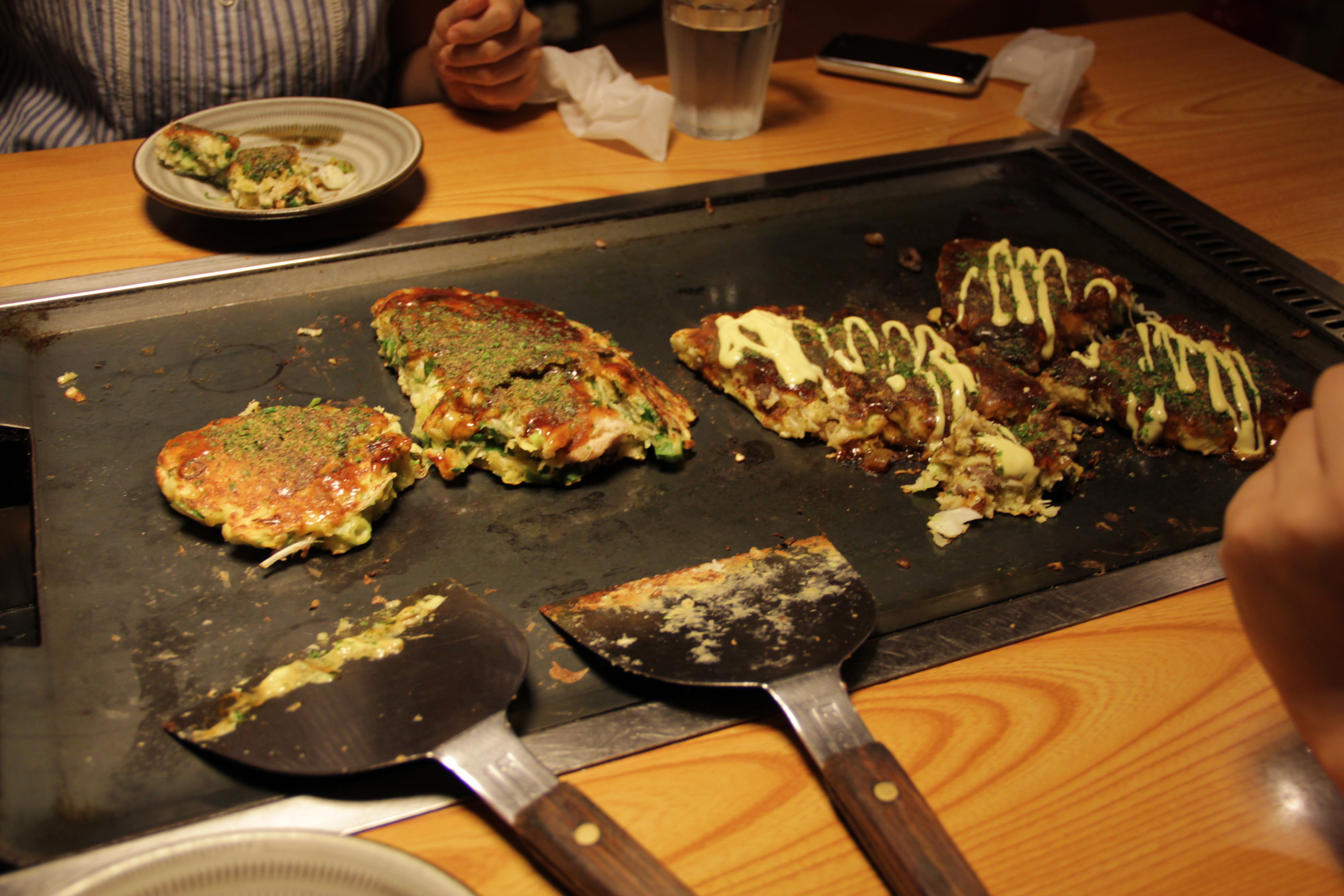
Okonomiyaki (nach Kansai-Art)
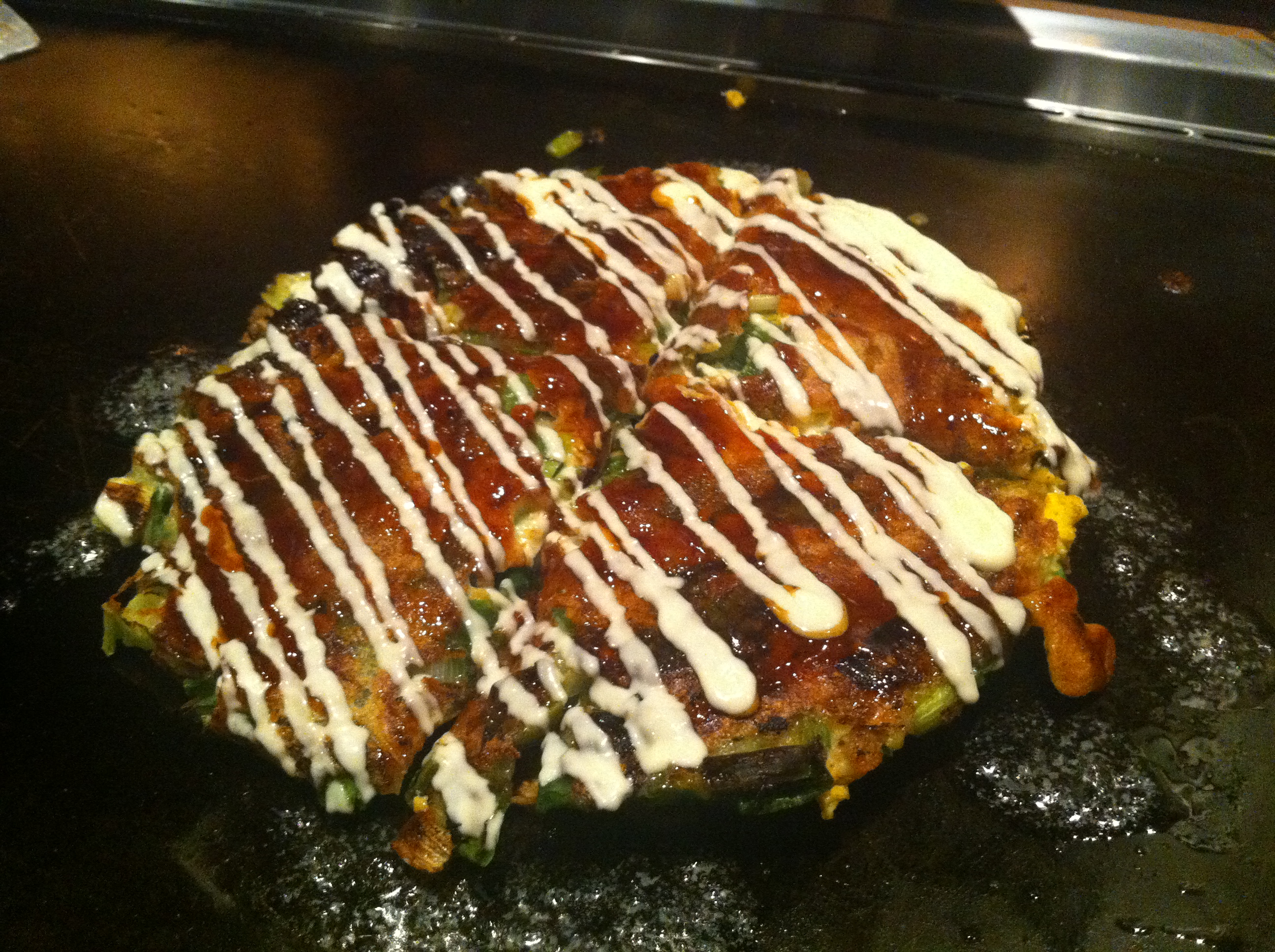
Okonomiyaki (nach Kansai-Art)
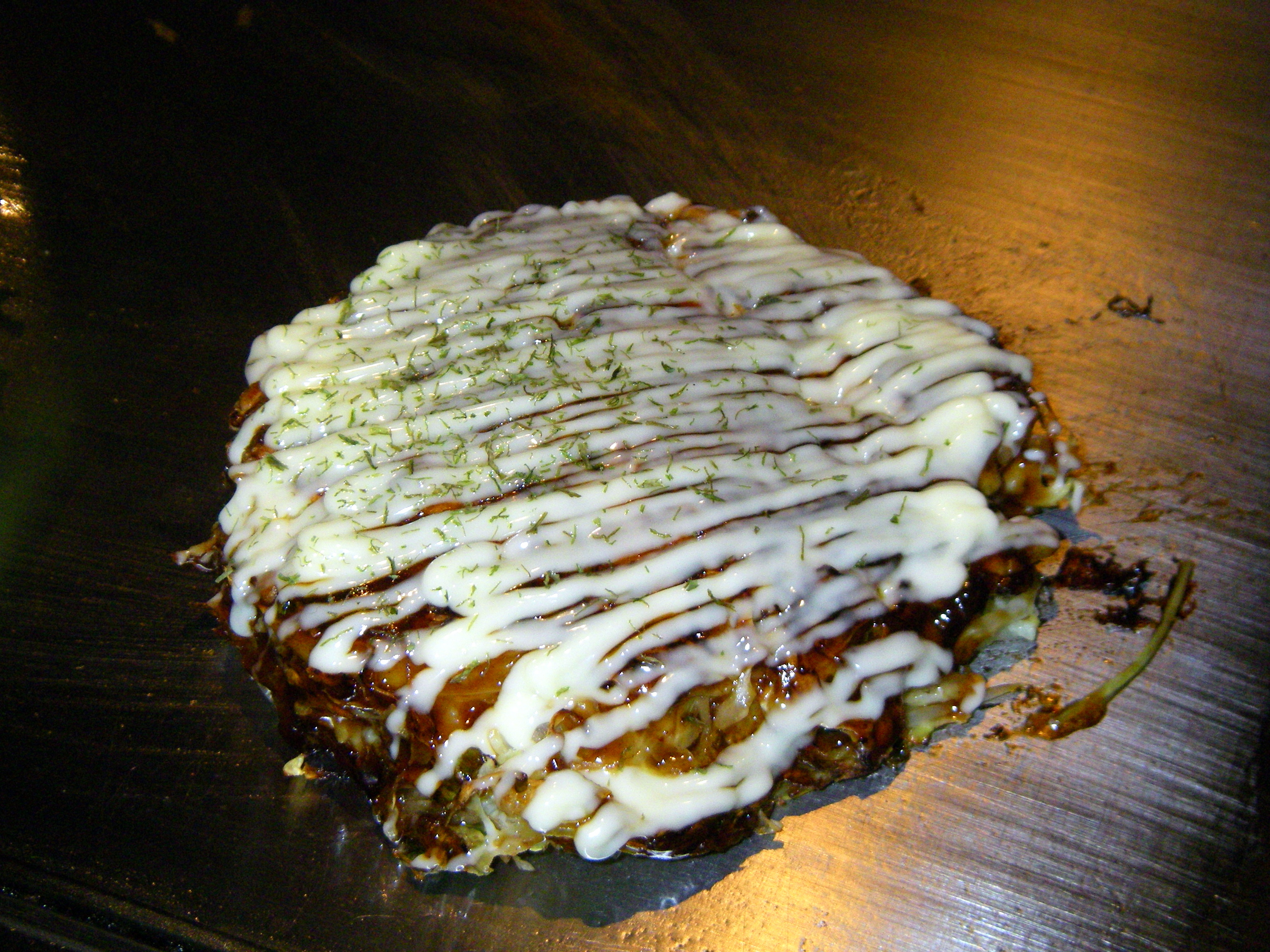
Osaka Style Okonomiyaki in einem Restaurant in Kyoto

## Hiroshima-Variante
Bei der Okonomiyaki im Hiroshima-Stil (広島風お好み焼き „hiroshima-fū okonomiyaki “), auch Hiroshima-yaki (広島焼き) genannt, wird zuerst ebenfalls eine Art Crêpe auf dem Teppan zubereitet. Auf diesem wird der in feine Streifen geschnittene Kohl und die Gewürze, darauf klein geschnittenes Fleisch und Meeresfrüchte geschichtet (im Gegensatz zur Kansai-Variante) und zusammen gegart. Währenddessen werden gekochte Soba (Buchweizennudeln) gesondert auf dem Teppan gebraten und anschließend auf dem Fladen verteilt. Das Ganze wird auf der Platte gewendet und mit den Nudeln nach unten weiter gebacken. Dann wird das Okonomiyaki auf ein extra vorbereitetes Ei gelegt, gebraten und anschließend noch einmal umgedreht. Die Portionen werden mit einem Spachtel portionsweise abgestochen und auf das eigene Essgeschirr gelegt und mit Okonomiyaki-Sauce verzehrt.

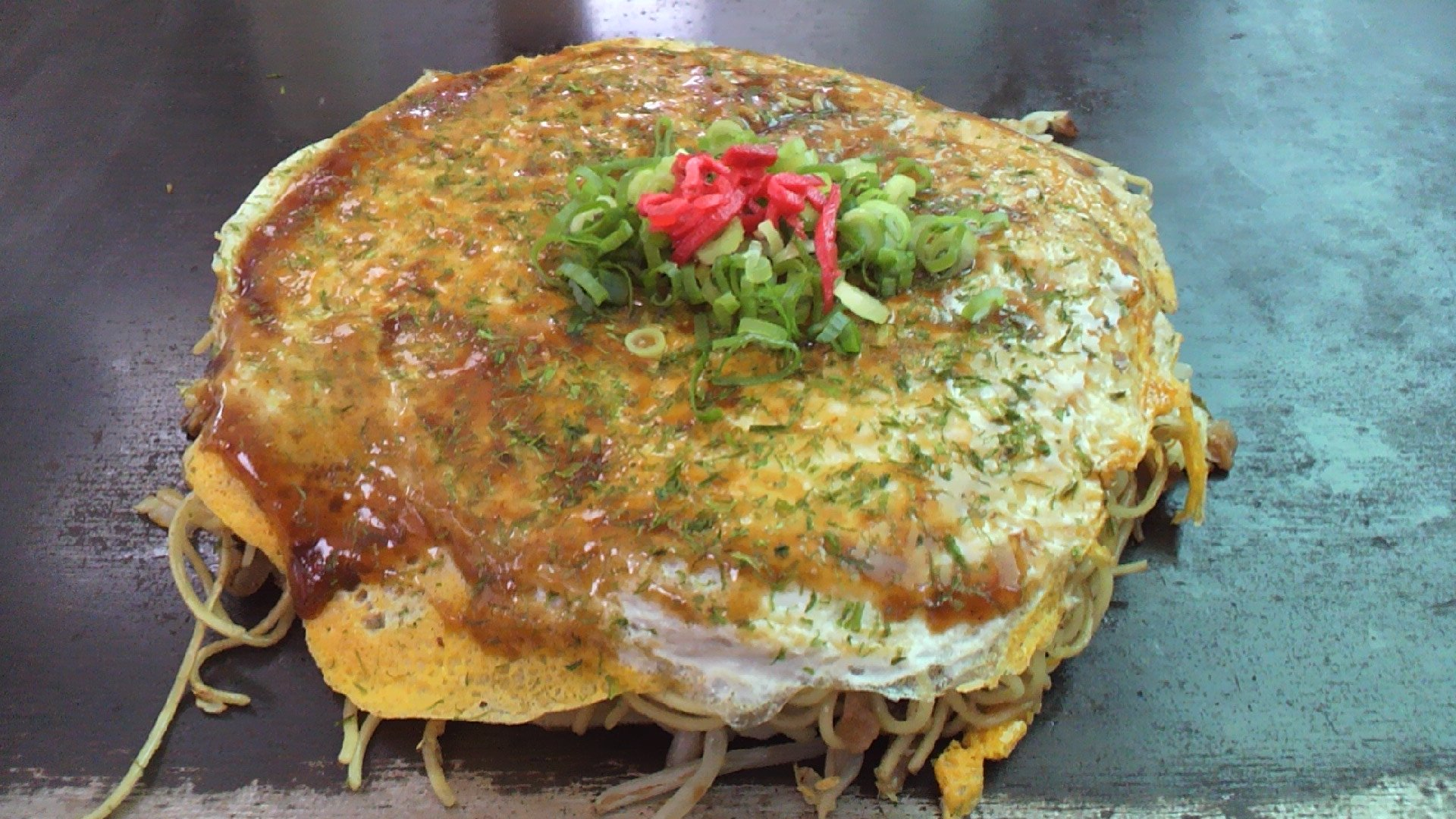
Okonomiyaki (nach Hiroshima-Art)
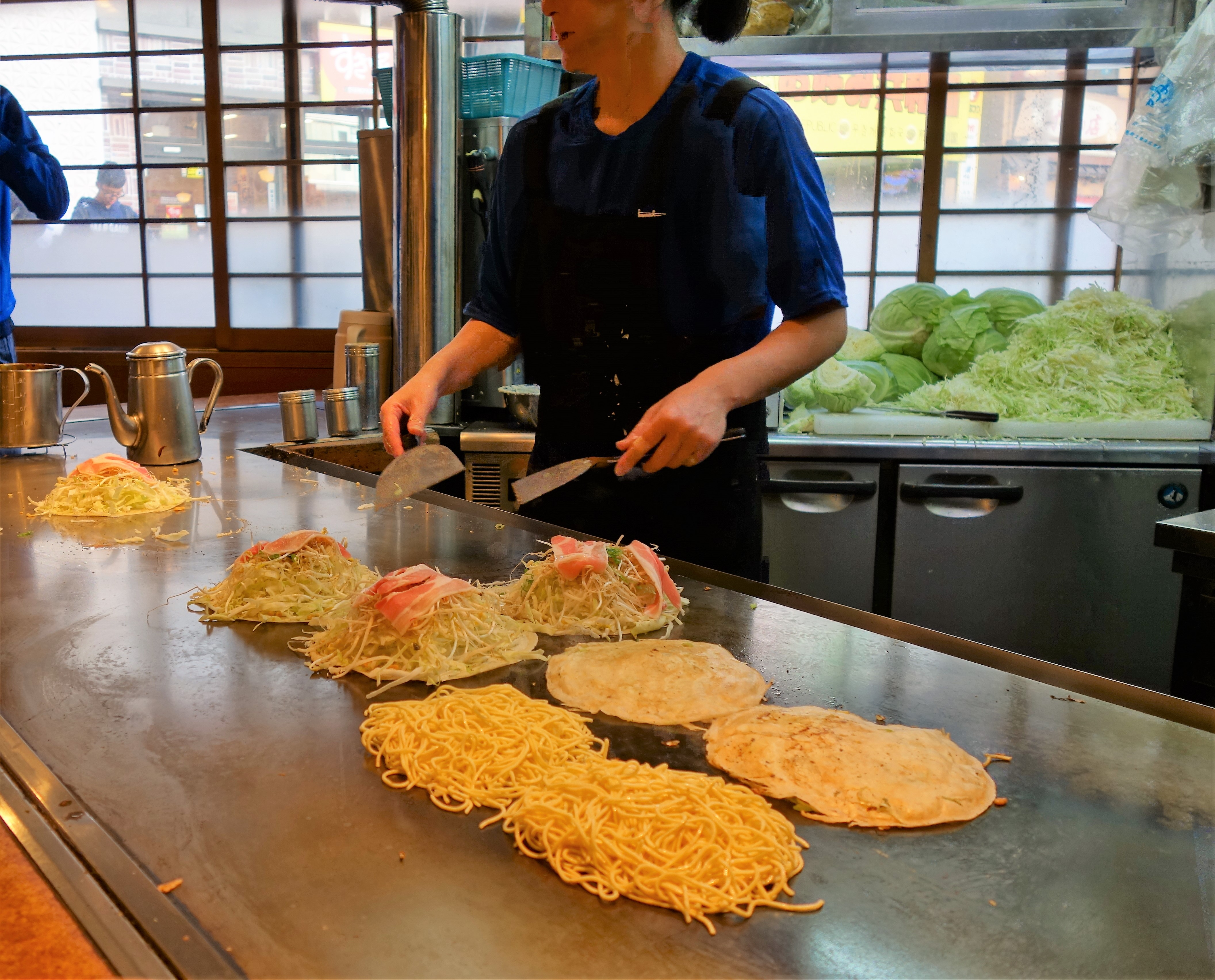
Zubereitung von Okonomiyaki in einem Restaurant in Hiroshima
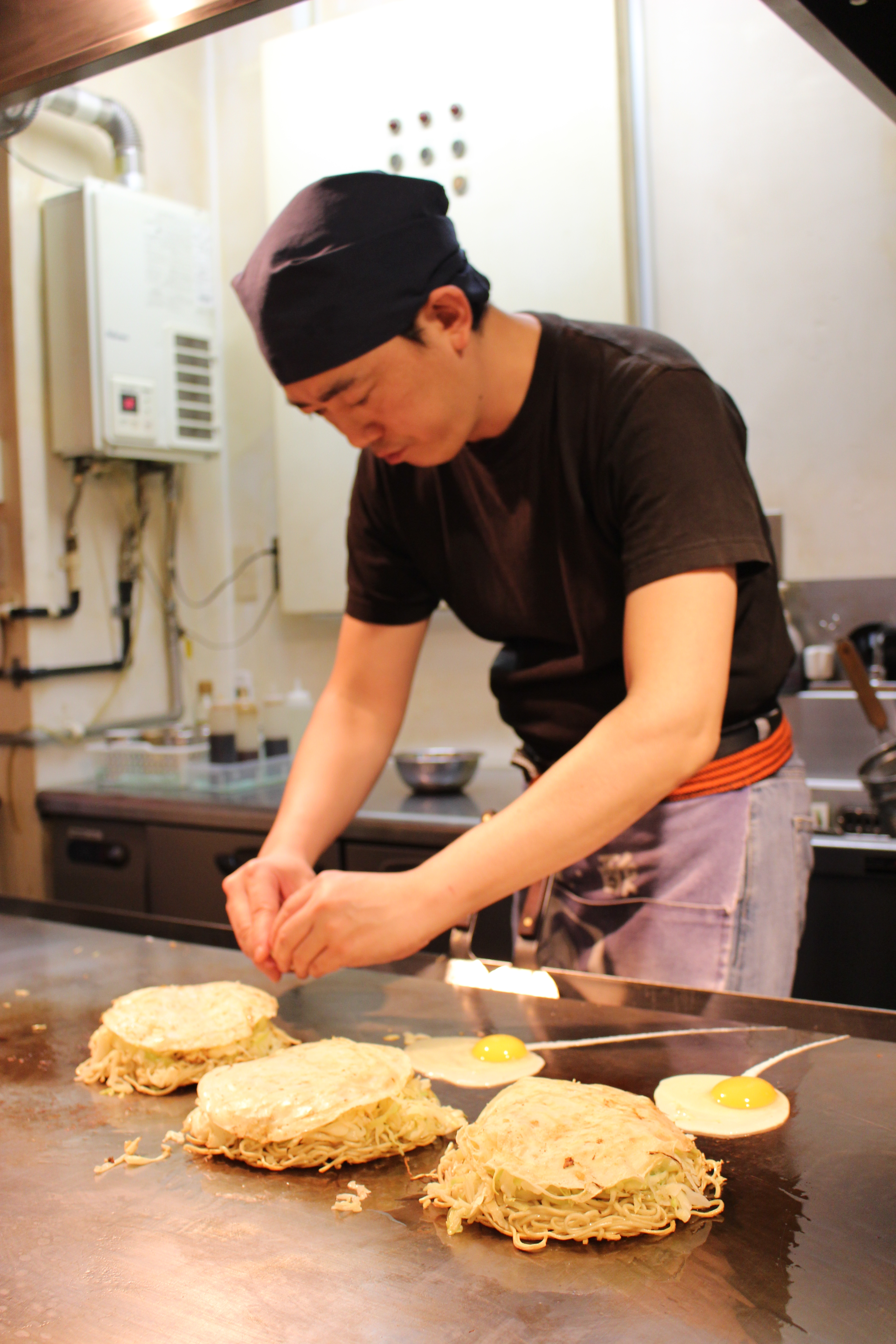
Zubereitung von Okonomiyaki in einem Restaurant in Hiroshima